# Wonjan WJ50
WJ 50 dwuosobowy motorower produkowany w Chinach pod koniec pierwszej dekady XXI wieku i na początku drugiej przez firmę ChonQing Wonjan Motorcycle MFG Co., Ltd.
Pojazd wyposażony jest w mini ABS, hamulce bębnowe, światła przednie, tylne oraz kierunki. Przeznaczony jest dla dwóch osób. Prędkość maksymalna, ograniczona przepisami wynosi 45 km/h.

## GR200
W Polsce motorower ten jest sprzedawany pod nazwą handlową GR200, aczkolwiek jest on niezmieniony względem WJ50. Wiąże się z tym faktem także dostarczanie dokumentów wyłącznie na WJ50. Powoduje to także konieczność rejestracji pod nazwą WJ50, jednakże dodatkowo powinna być zmieniona rubryka D.3 w dowodzie rejestracyjnym na GR200 lub dopisek w adnotacjach urzędowych. Dlatego, że importer umieścił dodatkowe oznaczenia GR200 w różnych istotnych częściach pojazdu.

## Instalacja elektryczna i akumulator
Montowany typ akumulatora przez producenta to: 12N4-3B. Instalacja elektryczna jest więc na 12V, a akumulator ma 4 Ah co pokazuje typowe parametry obecnie produkowanych(2012) motorowerów. Dodatkowo zastosowanie tego typu akumulatora, pokazuje nadal instalowanie przez producentów pojazdu, fabrycznie klasycznych akumulatorów obsługowych.